# Magyarország a 2005-ös úszó-világbajnokságon
Magyarország a kanadai Montréalban megrendezett 2005-ös úszó-világbajnokság egyik részt vevő nemzete volt. Az ország a világbajnokságon 36 sportolóval képviseltette magát, akik összesen 2 arany- 2 ezüst- és 1 bronzérmet nyertek.

## Versenyzők száma
| Sportág, szakág  | Magyar résztvevő | Magyar résztvevő | Magyar résztvevő |
| Sportág, szakág  | Férfi            | Nő               | Össz.            |
| Úszás            | 3                | 4                | 7                |
| Nyílt vízi úszás | 1                | 1                | 2                |
| Műugrás          | 1                | 0                | 1                |
| Vízilabda        | 13               | 13               | 26               |
|                  |                  |                  |                  |
| Összesen         | 18               | 18               | 36               |

## Érmesek
| Érem      | Versenyző | Versenyszám                 | Dátum      |
| --------- | --- | --------------------------- | ---------- |
| Aranyérem | Cseh László | férfi 400 m-es vegyes úszás | július 31. |
| Aranyérem | Magyar női vízilabda-válogatott Horváth Patrícia Serfőző Krisztina Tomaskovics Eszter Benkő Tímea Stieber Mercédesz Takács Orsolya Zantleitner Krisztina Valkai Ágnes Pelle Anikó Brávik Fruzsina Kisteleki Dóra Drávucz Rita Tóth I. Andrea | női vízilabda               | július 29. |
| Ezüstérem | Cseh László | férfi 200 m-es vegyes úszás | július 28. |
| Ezüstérem | Magyar férfi vízilabda-válogatott Szécsi Zoltán Madaras Norbert Kásás Tamás Kiss Gergely Molnár Tamás Fodor Rajmund Biros Péter Szivós Márton Varga Dániel Vári Attila Kiss Csaba Steinmetz Ádám Gergely István                              | férfi vízilabda             | július 30. |
| Bronzérem | Cseh László | férfi 100 m-es hátúszás     | július 26. |

## Úszás
Férfi
| Versenyző      | Versenyszám           | Előfutam | Előfutam | Előfutam | Elődöntő | Elődöntő | Elődöntő | Döntő   | Döntő     |
| Versenyző      | Versenyszám           | Idő      | Hely.    | Össz.    | Idő      | Hely.    | Össz.    | Idő     | Helyezés  |
| -------------- | --------------------- | -------- | -------- | -------- | -------- | -------- | -------- | ------- | --------- |
| Cseh László    | 100 m-es hátúszás     | 54,89    | 1.       | 5.       | 54,52    | 4.*      | 4.*      | 54,27   | Bronzérem |
| Cseh László    | 200 m-es vegyes úszás | 1:59,56  | 1.       | 1.       | 2:00,12  | 2.       | 4.       | 1:57,61 | Ezüstérem |
| Cseh László    | 400 m-es vegyes úszás | 4:14,15  | 1.       | 1.       |          |          |          | 4:09,63 | Aranyérem |
| Flaskay Mihály | 50 m-es mellúszás     | 28,04    | 5.       | 11.*     | 28,14    | 4.       | 9.       | kiesett | kiesett   |
| Flaskay Mihály | 100 m-es mellúszás    | 1:04,05  | 8.       | 44.      | kiesett  | kiesett  | kiesett  | kiesett | kiesett   |
| Bodor Richárd  | 100 m-es mellúszás    | 1:02,23  | 6.       | 24.      | kiesett  | kiesett  | kiesett  | kiesett | kiesett   |
| Bodor Richárd  | 200 m-es mellúszás    | 2:16,82  | 6.       | 20.      | kiesett  | kiesett  | kiesett  | kiesett | kiesett   |

Női
| Versenyző          | Versenyszám          | Előfutam | Előfutam | Előfutam | Elődöntő | Elődöntő | Elődöntő | Döntő   | Döntő    |
| Versenyző          | Versenyszám          | Idő      | Hely.    | Össz.    | Idő      | Hely.    | Össz.    | Idő     | Helyezés |
| ------------------ | -------------------- | -------- | -------- | -------- | -------- | -------- | -------- | ------- | -------- |
| Risztov Éva        | 400 m-es gyorsúszás  | 4:14,10  | 5.       | 13.      |          |          |          | kiesett | kiesett  |
| Risztov Éva        | 800 m-es gyorsúszás  | 8:42,81  | 5.       | 13.      |          |          |          | kiesett | kiesett  |
| Risztov Éva        | 1500 m-es gyorsúszás | 16:39,55 | 4.       | 13.      |          |          |          | kiesett | kiesett  |
| Risztov Éva        | 400 m vegyes úszás   | 4:42,86  | 2.       | 3.       |          |          |          | 4:43,68 | 7.       |
| Nagy Réka          | 1500 m-es gyorsúszás | 16:54,94 | 6.       | 16.      |          |          |          | kiesett | kiesett  |
| Boulsevicz Beatrix | 100 m pillangóúszás  | 1:00,79  | 7.       | 18.*     | kiesett  | kiesett  | kiesett  | kiesett | kiesett  |
| Boulsevicz Beatrix | 200 m pillangóúszás  | 2:12,62  | 4.       | 14.      | 2:12,30  | 7.       | 13.      | kiesett | kiesett  |
| Jakabos Zsuzsanna  | 200 m pillangóúszás  | 2:11,14  | 4.       | 7.       | 2:11,82  | 6.       | 12.      | kiesett | kiesett  |
| Jakabos Zsuzsanna  | 200 m vegyes úszás   | 2:17,36  | 6.       | 15.      | 2:16,30  | 4.       | 8.       | 2:16,09 | 8.       |
| Jakabos Zsuzsanna  | 400 m vegyes úszás   | 4:42,74  | 1.       | 2.       |          |          |          | 4:44,65 | 8.       |

* - egy másik versenyzővel azonos eredményt ért el

## Nyílt vízi úszás
Férfi
| Versenyző     | Versenyszám | Idő       | Helyezés |
| ------------- | ----------- | --------- | -------- |
| Gercsák Csaba | 5 km        | 52:10,8   | 18.      |
| Gercsák Csaba | 10 km       | 1:47:41,1 | 12.      |

Női
| Versenyző     | Versenyszám | Idő       | Helyezés |
| ------------- | ----------- | --------- | -------- |
| Barsi Klaudia | 5 km        | 57:18,9   | 17.      |
| Barsi Klaudia | 10 km       | 2:00:47,7 | 18.      |
| Barsi Klaudia | 25 km       | 5:48:18,3 | 13.      |

## Műugrás
Férfi
| Versenyző     | Versenyszám         | Selejtező | Selejtező | Elődöntő | Elődöntő | Döntő   | Döntő    |
| Versenyző     | Versenyszám         | Pont      | Hely.     | Pont     | Hely.    | Pont    | Helyezés |
| ------------- | ------------------- | --------- | --------- | -------- | -------- | ------- | -------- |
| Hajnal András | 10 m-es toronyugrás | 381,09    | 19.       | kiesett  | kiesett  | kiesett | kiesett  |

## Vízilabda

### Férfi
| Magyar nemzeti férfi vízilabdacsapat-játékoskeret | Magyar nemzeti férfi vízilabdacsapat-játékoskeret | Magyar nemzeti férfi vízilabdacsapat-játékoskeret | Magyar nemzeti férfi vízilabdacsapat-játékoskeret |
| #                                                 | Név                                               | Poszt                                             | Kor (2005. július 17. szerint)                    |
| ------------------------------------------------- | ------------------------------------------------- | ------------------------------------------------- | ------------------------------------------------- |
|                                                   | Szécsi Zoltán                                     | K                                                 | 1977. december 22. (27 évesen)                    |
|                                                   | Madaras Norbert                                   | M                                                 | 1979. december 1. (25 évesen)                     |
|                                                   | Kásás Tamás                                       | M                                                 | 1976. július 20. (28 évesen)                      |
|                                                   | Kiss Gergely                                      | M                                                 | 1977. szeptember 21. (27 évesen)                  |
|                                                   | Molnár Tamás                                      | M                                                 | 1975. augusztus 2. (29 évesen)                    |
|                                                   | Fodor Rajmund                                     | M                                                 | 1976. február 21. (29 évesen)                     |
|                                                   | Biros Péter                                       | M                                                 | 1976. április 5. (29 évesen)                      |
|                                                   | Szivós Márton                                     | M                                                 | 1981. augusztus 19. (23 évesen)                   |
|                                                   | Varga Dániel                                      | M                                                 | 1983. szeptember 25. (21 évesen)                  |
|                                                   | Vári Attila                                       | M                                                 | 1976. február 26. (29 évesen)                     |
|                                                   | Kiss Csaba                                        | M                                                 | 1978. június 6. (27 évesen)                       |
|                                                   | Steinmetz Ádám                                    | M                                                 | 1980. augusztus 11. (24 évesen)                   |
|                                                   | Gergely István                                    | K                                                 | 1976. augusztus 20. (28 évesen)                   |
| Szövetségi kapitány: Kemény Dénes                 |                                                   |                                                   |                                                   |

Csoportkör
C csoport
| Csapat       | M | Gy | D | V | G+ | G– | Gk  | Pont |
| ------------ | - | -- | - | - | -- | -- | --- | ---- |
| Magyarország | 3 | 3  | 0 | 0 | 35 | 11 | +24 | 6    |
| Horvátország | 3 | 2  | 0 | 1 | 29 | 18 | +11 | 4    |
| Románia      | 3 | 1  | 0 | 2 | 18 | 22 | –4  | 2    |
| Kanada       | 3 | 0  | 0 | 3 | 9  | 40 | –31 | 0    |

| 2005. július 18. 15:15 | Románia              | 4–14 | Magyarország |  |
| 2005. július 18. 15:15 | (1–2, 0–4, 0–5, 3–3) |      |              |  |
| 2005. július 18. 15:15 |                      |      |              |  |

| 2005. július 20. 19:00 | Magyarország         | 11–3 | Kanada |  |
| 2005. július 20. 19:00 | (3–0, 1–1, 4–0, 3–2) |      |        |  |
| 2005. július 20. 19:00 |                      |      |        |  |

| 2005. július 22. 15:15 | Horvátország         | 4–10 | Magyarország |  |
| 2005. július 22. 15:15 | (1–2, 0–3, 1–3, 2–2) |      |              |  |
| 2005. július 22. 15:15 |                      |      |              |  |

Negyeddöntő
| 2005. július 26. 20:15 | Magyarország         | 8–4 | Spanyolország |  |
| 2005. július 26. 20:15 | (3–1, 3–0, 1–1, 1–2) |     |               |  |
| 2005. július 26. 20:15 |                      |     |               |  |

Elődöntő
| 2005. július 28. 21:30 | Magyarország         | 7–6 | Görögország |  |
| 2005. július 28. 21:30 | (2–1, 3–2, 1–1, 1–2) |     |             |  |
| 2005. július 28. 21:30 |                      |     |             |  |

Döntő
| 2005. július 30. 14:30 | Szerbia és Montenegró | 8–7 | Magyarország | Montréal, Kanada Játékvezetők: Chaney (amerikai), Margeta (szlovén) |
| 2005. július 30. 14:30 | (1–1, 2–2, 2–2, 3–2)  |     |              | Montréal, Kanada Játékvezetők: Chaney (amerikai), Margeta (szlovén) |
| 2005. július 30. 14:30 |                       |     |              | Montréal, Kanada Játékvezetők: Chaney (amerikai), Margeta (szlovén) |

| Csapat       | Helyezés  |
| ------------ | --------- |
| Magyarország | Ezüstérem |

### Női
| Magyar nemzeti női vízilabdacsapat-játékoskeret | Magyar nemzeti női vízilabdacsapat-játékoskeret | Magyar nemzeti női vízilabdacsapat-játékoskeret | Magyar nemzeti női vízilabdacsapat-játékoskeret |
| #                                               | Név                                             | Poszt                                           | Kor (2005. július 17. szerint)                  |
| ----------------------------------------------- | ----------------------------------------------- | ----------------------------------------------- | ----------------------------------------------- |
|                                                 | Horváth Patrícia                                | K                                               | 1977. december 7. (27 évesen)                   |
|                                                 | Serfőző Krisztina                               | K                                               | 1975. október 2. (29 évesen)                    |
|                                                 | Tomaskovics Eszter                              | M                                               | 1987. augusztus 23. (17 évesen)                 |
|                                                 | Benkő Tímea                                     | M                                               | 1978. április 24. (27 évesen)                   |
|                                                 | Stieber Mercédesz                               | M                                               | 1974. szeptember 4. (30 évesen)                 |
|                                                 | Takács Orsolya                                  | M                                               | 1985. május 20. (20 évesen)                     |
|                                                 | Zantleitner Krisztina                           | M                                               | 1974. május 8. (31 évesen)                      |
|                                                 | Valkai Ágnes                                    | M                                               | 1981. február 27. (24 évesen)                   |
|                                                 | Pelle Anikó                                     | M                                               | 1978. szeptember 28. (26 évesen)                |
|                                                 | Brávik Fruzsina                                 | M                                               | 1986. október 6. (18 évesen)                    |
|                                                 | Kisteleki Dóra                                  | M                                               | 1983. május 11. (22 évesen)                     |
|                                                 | Drávucz Rita                                    | M                                               | 1980. április 14. (25 évesen)                   |
|                                                 | Tóth I. Andrea                                  | M                                               | 1980. október 4. (24 évesen)                    |
| Szövetségi kapitány: Faragó Tamás               |                                                 |                                                 |                                                 |

Csoportkör
B csoport
| Csapat           | M | Gy | D | V | G+ | G– | Gk  | P |
| ---------------- | - | -- | - | - | -- | -- | --- | - |
| Magyarország     | 3 | 3  | 0 | 0 | 35 | 17 | +18 | 6 |
| Egyesült Államok | 3 | 1  | 1 | 1 | 32 | 17 | +15 | 3 |
| Spanyolország    | 3 | 1  | 1 | 1 | 26 | 17 | +9  | 3 |
| Kína             | 3 | 0  | 0 | 3 | 9  | 51 | –42 | 0 |

| 2005. július 17. 10:45 | Kína                 | 4–18 | Magyarország |  |
| 2005. július 17. 10:45 | (1–4, 0–4, 2–5, 1–5) |      |              |  |
| 2005. július 17. 10:45 |                      |      |              |  |

| 2005. július 19. 10:45 | Magyarország         | 9–8 | Egyesült Államok |  |
| 2005. július 19. 10:45 | (2–2, 2–3, 3–2, 2–1) |     |                  |  |
| 2005. július 19. 10:45 |                      |     |                  |  |

| 2005. július 21. 12:00 | Spanyolország        | 5–8 | Magyarország |  |
| 2005. július 21. 12:00 | (1–2, 1–0, 2–3, 1–3) |     |              |  |
| 2005. július 21. 12:00 |                      |     |              |  |

Negyeddöntő
| 2005. július 25. 15:15 | Magyarország         | 10–4 | Németország |  |
| 2005. július 25. 15:15 | (3–1, 3–0, 3–1, 1–2) |      |             |  |
| 2005. július 25. 15:15 |                      |      |             |  |

Elődöntő
| 2005. július 27. 20:15 | Kanada               | 7–9 | Magyarország |  |
| 2005. július 27. 20:15 | (1–1, 1–2, 2–5, 3–1) |     |              |  |
| 2005. július 27. 20:15 |                      |     |              |  |

Döntő
| 2005. július 29. 14:30 | Egyesült Államok                      | 7–10 (h. u.)     | Magyarország                                                       | Montréal, Kanada Nézőszám: 3 000 Játékvezetők: Sadekov (orosz), Vuletic (horvát) |
| 2005. július 29. 14:30 | (2–2, 1–5, 1–0, 3–0, 0–1, 0–2)        |                  |                                                                    | Montréal, Kanada Nézőszám: 3 000 Játékvezetők: Sadekov (orosz), Vuletic (horvát) |
| 2005. július 29. 14:30 | Lorenz, Rulon, Van Norman 2-2 Villa 1 |                  | Tomaskovics 3 Pelle, Drávucz 2-2 Valkay Á., Kisteleki, Stieber 1-1 | Montréal, Kanada Nézőszám: 3 000 Játékvezetők: Sadekov (orosz), Vuletic (horvát) |
| 2005. július 29. 14:30 | 5 / 11                                | Gól / emberelőny | 4 / 8                                                              | Montréal, Kanada Nézőszám: 3 000 Játékvezetők: Sadekov (orosz), Vuletic (horvát) |

| Csapat       | Helyezés  |
| ------------ | --------- |
| Magyarország | Aranyérem |